# Халон (река)
Хало́н  (исп. río Jalón, араг. río Xalón) — река на севере Испании, правый приток реки Эбро.

## География
Длина — 224 км, площадь бассейна — 9338 км².
Берёт начало в провинции Сория (муниципалитет Мединасели), у восточного края хребта Сьерра-Министра на высоте 1220 метров над уровнем моря.
Протекает по территории провинций Сория и Сарагоса в северо-восточном направлении. К югу от города Калатаюд в Халон, с правой стороны, впадает река Хилока (исп. río Jiloca), являющаяся наиболее значимым его притоком.
Впадает в Эбро в муниципалитете Торрес-де-Беррельен, к северо-западу от Сарагосы.

## Экономическое значение
Ещё в римскую эпоху долина реки Халон являлась важным транспортным путём, соединяющим центр и северо-восток Испании. В XX веке по ней была проложена железная дорога, соединяющая Мадрид с Сарагосой. Воды реки традиционно используются для нужд сельского хозяйства.

## Притоки
- Хилока
- Нагима[исп.]
- Энар[исп.]
- Пьедра
- Меса[исп.]
- Манублес[исп.]